# Länsväg 210
De Zweedse weg 210 (Zweeds: Länsväg 210) is een provinciale weg in de provincie Östergötlands län in Zweden en is circa 69 kilometer lang. De weg verbindt het vasteland met een eiland in de Oostzee.

## Plaatsen langs de weg
- Norsholm
- Västra Husby
- Söderköping
- Tyrislöt

## Knooppunten
- E4 en Länsväg 215 bij Norsholm (begin)
- E20: gezamenlijk tracé, bij Söderköping